# 網上描繪
網上描繪（お絵描き）日文原意是“亂畫草塗”，是源自日本網上用來繪畫的BBS（網上留言版）。通常是執行網頁安裝的Java Applet程式，讓個人網頁的瀏覽者留下文字感受之餘，也能分享共同嗜好（多數是ACG）、切磋畫技、送贈作品等等。
英文譯名為PaintBBS，中文譯名目前尚無統一的翻譯，通常被稱作網上畫版、網上繪版、網上描繪版，在台灣則被稱為線上繪圖版或繪圖留言版。
它們的工具都比Windows作業系統中的附屬應用程式——多和強，擁有不少描繪的工具、顏色選擇和層次。而外在功能則有密碼設定以作修改、步驟記錄動畫重繪，有的本身圖片上載成作品。像素大小限制則需要在繪畫前預先設定，一般由100至500為長寬，以50像素為一單位，或者供作畫者輸入。
完成後，圖像會經過運算而被壓縮成PNG、JPG或GIF等類型的檔案，自動上載成畫版的一項目，作畫者再加入留言，一次描繪便算完成。

## 描繪文化

### 權責
基本上，任何人（甚至是外國的）也可以到別人的網上描繪版畫畫，不過，有些要點還是要注意的。
- 有些網主（網頁管理人，也即是繪版管理人）特別喜歡某些系列或人物，會希望將繪版的內容範圍縮窄於其愛好。
- 為了保證自己的畫版的內容充實，有些管理人會設定繪畫時間的下限。
- 很少人是為了批評畫功或被批評畫功而作畫，加上基於自律遵守網絡禮儀（在日本的管理人、作畫者和回覆者三方的謙讓更見明顯），故此一般回覆都不會有太鋒芒畢露的優劣品評。
- 雖然是在別人的畫版作畫，不過依一般所見，作畫者擁有將自己作品於置在個人網頁中的權利。
- 作畫的時間比留言的時間長很多，不過留言同樣重要。

### 出題
以網上描繪為興趣的人，會開設網上描繪題目，讓網頁遊客自願參加，題目一出通常就以數十計，內容主題可以是ACG系列、作品內的內容或人物、動物、擬人化、表情、動作、物品、風景之類。每條題目只有寥寥數個字，讓作畫者們任意想像，再憑自己的風格畫下。參加者可以告知出題者，讓參加者們的網頁鏈結得以公開和連接，而作品則被放在參加者的個人網頁中。

### 徵畫
與出題同樣原理，也屬自願性質，不過只有主題，也沒有甚麼題目，因為其目的不是為了「挑戰」，而是「合作」。例如「香港交通工具擬人貓耳化大集合」這種缺少參照和先例的主題，便可以自由邀請別人作畫。這樣除了能夠完成題目之餘，也能集合各路畫風和與同好聯誼。

## 參看
- 塗鴉聊天室
- 點陣描繪
- 繪者100題

## 外部連結
網上描繪畫版寄存：
- www.myoekaki.com （页面存档备份，存于）

英文：
- Dormando's Oekaki （页面存档备份，存于）
- Kiwiworkz.com Oekaki[永久]
- Wacintaki Poteto （页面存档备份，存于）
- OekakiPoteto
- Open Source OekakiPoteto Development （页面存档备份，存于）
- How to set-up OekakiPoteto
- English Documentation for Oekaki Shi-Painter （页面存档备份，存于）
- Oekaki Central
- 2draw
- Neoartists.org Oekaki （页面存档备份，存于）
- NeurOekaki （页面存档备份，存于）
- Shadow-Wings Oekakies
- Ixthia & Gderanidaye Oekaki
- Spanishrose Oekaki[永久]
- Ochiba.net Oekaki
- Mechanical Stars Oekaki
- Kaoani, emoticons & chibi anime drawings.

日本：
- OekakiBBS.com

- BBSPainter （页面存档备份，存于）

其它國際版本：
- Oekaki Anime
- E-kaki.net （页面存档备份，存于）
- Oekaki.ru - Russian （页面存档备份，存于）
- Oekaki.pl - Polish 波兰语

中文
- fiito線上免費繪圖軟體 （页面存档备份，存于）
- Amigo PaintBBS
- Vovo2000.Com （页面存档备份，存于）
- 瑪奇奇幻藝廊